# 八幡神社 (土岐市妻木町)
八幡神社（はちまんじんじゃ）は、岐阜県土岐市妻木町にある神社。

## 概要
土岐氏にゆかりのある神社である。社紋は土岐氏の家紋と同じ「土岐桔梗」である。
例祭では流鏑馬神事が行われ、土岐市の無形民俗文化財に指定されている。

## 沿革・概略
元応元年（1319年）、土岐頼貞が氏神として創建する。
南北朝時代、土岐頼貞の九男の土岐頼重が妻木城を築くと、妻木城の守護神とされる。（妻木城は暦応2年（1339年）、土岐頼重が築城の説もある）
南北朝時代～江戸時代初期まで妻木城城主の妻木氏（明智氏一族）の氏神として保護される。八幡神社は妻木氏により、文安元年（1444年）と慶長10年（1605年）に再建されている。
妻木氏の本家は、関ヶ原の戦いの前哨戦である東濃の戦いにおける功績により、江戸時代には交代寄合(旗本)となりこの地を治めていたが、
万治元年（1658年）に妻木頼次が急死すると、嗣子が無く本家は断絶となった。
しかし分家の上郷妻木氏と下郷妻木氏は旗本として存続した。八幡神社は地元住民の神社として存続した。
元禄2年（1689年）に社殿が再建された。これが現在の社殿である。
別当寺として大鏡寺(妻木八幡院)があったが、明治元年(1868年)の神仏分離令の際に廃寺となっている。
明治6年（1873年）に郷社、昭和17年（1942年）に県社に指定される。

## 祭神
- 誉田別命

## 流鏑馬神事
毎年10月第2日曜日の例祭に行われる流鏑馬である。元和9年（1623年）、妻木城主妻木家頼が武運を祈り御旅所を造営して馬を1頭奉納したことが始まりという。江戸中期には歌舞伎の興行や山車もあった。
元々は10月15日に固定されていたが、平日の場合は運営が困難・観客の減少などの理由から10月の第2日曜日に変更になった。その結果10月15日には行われなくなった。
地場産業が窯業で原料や製品の運搬の馬が町内で多く飼育されていたが、トラックの普及とともに流鏑馬に出られる馬は次第に減少した。
1972年（昭和47年）からはサラブレッドの元競走馬が用いられたが、慣れない環境で暴れる場合があり、蹄鉄が飛んで観客がけがをする事故もあった。そのため2018年（平成30年）からは本来の姿に近づけるため、神社が会場近くの厩舎で在来種を飼育して用いることになった。
馬の乗り手は小学校4年～小学校6年の高学年くらいの小学生6名が行う。当日は陣笠羽織姿で3回、古代衣装で3回の計6回行われ、参道の坂道（約130m）を走る。以前は地区毎で乗り手を集めていたため、希望者が足りない場合に中学生が乗ったこともある。
1回の流鏑馬を終えて元の位置に戻る途中で、馬の乗り手から扇子や鞭が参拝者へ向けて投げられる。この扇子や鞭は縁起物として持ち帰られる。

## 文化財
- 絵馬（2面）
  - 慶長14年（1609年）、妻木頼久の奉納。岐阜県重要文化財[4]。

## 所在地
- 岐阜県土岐市妻木町3051-1

## 交通機関
- 東鉄バス「妻木上郷」バス停より徒歩で約20分。
  - JR中央本線 土岐市駅南口より「土岐＝妻木線」のバスを利用。
  - JR中央本線 多治見駅（多治見駅前バスターミナル3番のりば）より「妻木線」のバスを利用。